# Montbrun (Losera)
Montbrun és un municipi del cantó de Santa Enimia, del departament francès del Losera a la regió d'Occitània.